# Ceiba (Cidra)
Ceiba es un barrio del municipio de Cidra, Puerto Rico. Según el censo de 2020, tiene una población de 3408 habitantes.

## Geografía
El barrio está ubicado en las coordenadas 18°12′6″N 66°10′9″O / 18.20167, -66.16917. Según la Oficina del Censo de los Estados Unidos, tiene una superficie total de 11.50 km², correspondientes en su totalidad a tierra firme.

## Demografía
Según el censo de 2020, hay 3408 personas residiendo en Ceiba. La densidad de población es de 296,4 hab./km². El 19.87% de la población son blancos, el 5.75% son afroamericanos, el 0.29% son amerindios, el 0.09% son isleños del Pacífico, el 31.04% son de otras razas y el 42.96% son de una mezcla de razas. Del total de la población, el 99.44% son hispanos o latinos de cualquier raza.